# Quatrième circonscription du Gard
La quatrième circonscription du Gard est l'une des six circonscriptions législatives françaises que compte le département du Gard situé en région Occitanie.

## Description géographique et démographique

### De 1958 à 1986
Le département avait quatre circonscriptions.
La quatrième circonscription était composée de : 
- canton d'Alès-Ouest
- canton d'Alzon
- canton d'Anduze
- canton de Lasalle
- canton de Lédignan
- canton de Quissac
- canton de Saint-André-de-Valborgne
- canton de Saint-Hippolyte-du-Fort
- canton de Saint-Jean-du-Gard
- canton de Sauve
- canton de Sumène
- canton de Trèves
- canton de Valleraugue
- canton de Vézénobres
- canton du Vigan

(source : Journal Officiel du 13-14 Octobre 1958).

### De 1988 à 2010
La quatrième circonscription du Gard est délimitée par le découpage électoral de la loi no 86-1197 du 24 novembre 1986
, elle regroupe les divisions administratives suivantes : 
- Canton d'Alès-Nord-Est
- canton d'Alès-Sud-Est
- Canton de Barjac
- Canton de Bessèges
- Canton de Génolhac
- Canton de La Grand-Combe
- Canton de Lussan
- Canton de Saint-Ambroix
- Canton de Saint-Chaptes
- Canton de Vézénobres

### Depuis 2010
Depuis 2010, la circonscription est composée des cantons suivants :
- Canton d'Alès-Nord-Est
- canton d'Alès-Sud-Est
- Canton de Barjac
- Canton de Lussan
- canton de Pont-Saint-Esprit
- Canton de Saint-Ambroix
- Canton de Saint-Chaptes
- Canton de Vézénobres

D'après le recensement général de la population en 2022, réalisé par l'Institut national de la statistique et des études économiques (INSEE), la population totale de cette circonscription est estimée à 130739 habitants,.

| Nom                               | Code Insee | Intercommunalité      | Superficie (km2) | Population (dernière pop. légale) | Densité (hab./km2) |
| --------------------------------- | ---------- | --------------------- | ---------------- | --------------------------------- | ------------------ |
| Aiguèze                           | 30005      | CA du Gard rhodanien  | 20,03            | 212 (2022)                        | 11                 |
| Alès                              | 30007      | CA Alès Agglomération | 23,16            | 45 025 (2022)                     | 1 944              |
| Allègre-les-Fumades               | 30008      | CC Cèze-Cévennes      | 24,59            | 1 013 (2022)                      | 41                 |
| Aubussargues                      | 30021      | CC Pays d'Uzès        | 8,52             | 326 (2022)                        | 38                 |
| Barjac                            | 30029      | CC Cèze-Cévennes      | 42,72            | 1 606 (2022)                      | 38                 |
| Baron                             | 30030      | CC Pays d'Uzès        | 10,06            | 338 (2022)                        | 34                 |
| Belvézet                          | 30035      | CC Pays d'Uzès        | 22,86            | 235 (2022)                        | 10                 |
| Bouquet                           | 30048      | CC Pays d'Uzès        | 30,26            | 197 (2022)                        | 6,5                |
| Bourdic                           | 30049      | CC Pays d'Uzès        | 7,34             | 364 (2022)                        | 50                 |
| Brignon                           | 30053      | CA Alès Agglomération | 6,67             | 713 (2022)                        | 107                |
| Brouzet-lès-Alès                  | 30055      | CA Alès Agglomération | 13,03            | 681 (2022)                        | 52                 |
| Carsan                            | 30070      | CA du Gard rhodanien  | 11,71            | 790 (2022)                        | 67                 |
| Castelnau-Valence                 | 30072      | CA Alès Agglomération | 10,27            | 482 (2022)                        | 47                 |
| Collorgues                        | 30086      | CC Pays d'Uzès        | 9,27             | 670 (2022)                        | 72                 |
| Cornillon                         | 30096      | CA du Gard rhodanien  | 15,58            | 908 (2022)                        | 58                 |
| Courry                            | 30097      | CC Cèze-Cévennes      | 8,22             | 283 (2022)                        | 34                 |
| Cruviers-Lascours                 | 30100      | CA Alès Agglomération | 5,51             | 703 (2022)                        | 128                |
| Deaux                             | 30101      | CA Alès Agglomération | 5,95             | 644 (2022)                        | 108                |
| Dions                             | 30102      | CA Nîmes Métropole    | 11,32            | 531 (2022)                        | 47                 |
| Euzet                             | 30109      | CA Alès Agglomération | 6,81             | 491 (2022)                        | 72                 |
| Foissac                           | 30111      | CC Pays d'Uzès        | 3,8              | 449 (2022)                        | 118                |
| Fons-sur-Lussan                   | 30113      | CC Pays d'Uzès        | 10,49            | 228 (2022)                        | 22                 |
| Fontarèches                       | 30115      | CC Pays d'Uzès        | 13,42            | 255 (2022)                        | 19                 |
| Garrigues-Sainte-Eulalie          | 30126      | CC Pays d'Uzès        | 10               | 762 (2022)                        | 76                 |
| Goudargues                        | 30131      | CA du Gard rhodanien  | 30,27            | 1 118 (2022)                      | 37                 |
| Issirac                           | 30134      | CA du Gard rhodanien  | 20,28            | 320 (2022)                        | 16                 |
| La Bastide-d'Engras               | 30031      | CC Pays d'Uzès        | 9,85             | 204 (2022)                        | 21                 |
| La Bruguière                      | 30056      | CC Pays d'Uzès        | 16,43            | 331 (2022)                        | 20                 |
| La Calmette                       | 30061      | CA Nîmes Métropole    | 11,1             | 2 572 (2022)                      | 232                |
| La Rouvière                       | 30224      | CA Nîmes Métropole    | 7,9              | 664 (2022)                        | 84                 |
| Laval-Saint-Roman                 | 30143      | CA du Gard rhodanien  | 10,5             | 213 (2022)                        | 20                 |
| Le Garn                           | 30124      | CA du Gard rhodanien  | 10,81            | 255 (2022)                        | 24                 |
| Le Martinet                       | 30159      | CA Alès Agglomération | 10,35            | 739 (2022)                        | 71                 |
| Les Mages                         | 30152      | CA Alès Agglomération | 12,69            | 2 107 (2022)                      | 166                |
| Les Plans                         | 30197      | CA Alès Agglomération | 6,15             | 291 (2022)                        | 47                 |
| Lussan                            | 30151      | CC Pays d'Uzès        | 46,92            | 531 (2022)                        | 11                 |
| Martignargues                     | 30158      | CA Alès Agglomération | 4,93             | 438 (2022)                        | 89                 |
| Méjannes-le-Clap                  | 30164      | CC Cèze-Cévennes      | 38,24            | 740 (2022)                        | 19                 |
| Méjannes-lès-Alès                 | 30165      | CA Alès Agglomération | 6,58             | 1 232 (2022)                      | 187                |
| Meyrannes                         | 30167      | CC Cèze-Cévennes      | 6,51             | 783 (2022)                        | 120                |
| Molières-sur-Cèze                 | 30171      | CC Cèze-Cévennes      | 8,71             | 1 187 (2022)                      | 136                |
| Mons                              | 30173      | CA Alès Agglomération | 15,94            | 1 789 (2022)                      | 112                |
| Montclus                          | 30175      | CA du Gard rhodanien  | 21,88            | 177 (2022)                        | 8,1                |
| Monteils                          | 30177      | CA Alès Agglomération | 6,98             | 677 (2022)                        | 97                 |
| Montignargues                     | 30180      | CA Nîmes Métropole    | 4,46             | 559 (2022)                        | 125                |
| Moussac                           | 30184      | CC Pays d'Uzès        | 7,4              | 1 564 (2022)                      | 211                |
| Navacelles                        | 30187      | CC Cèze-Cévennes      | 11,02            | 307 (2022)                        | 28                 |
| Ners                              | 30188      | CA Alès Agglomération | 4,96             | 791 (2022)                        | 159                |
| Pont-Saint-Esprit                 | 30202      | CA du Gard rhodanien  | 18,49            | 10 759 (2022)                     | 582                |
| Potelières                        | 30204      | CC Cèze-Cévennes      | 6,47             | 368 (2022)                        | 57                 |
| Pougnadoresse                     | 30205      | CC Pays d'Uzès        | 7,65             | 263 (2022)                        | 34                 |
| Rivières                          | 30215      | CC Cèze-Cévennes      | 9,96             | 424 (2022)                        | 43                 |
| Rochegude                         | 30218      | CC Cèze-Cévennes      | 11,94            | 246 (2022)                        | 21                 |
| Rousson                           | 30223      | CA Alès Agglomération | 32,57            | 4 437 (2022)                      | 136                |
| Saint-Alexandre                   | 30226      | CA du Gard rhodanien  | 12,87            | 1 250 (2022)                      | 97                 |
| Saint-Ambroix                     | 30227      | CC Cèze-Cévennes      | 11,74            | 3 353 (2022)                      | 286                |
| Saint-André-d'Olérargues          | 30232      | CA du Gard rhodanien  | 9,75             | 444 (2022)                        | 46                 |
| Saint-André-de-Roquepertuis       | 30230      | CA du Gard rhodanien  | 12,18            | 576 (2022)                        | 47                 |
| Saint-Brès                        | 30237      | CC Cèze-Cévennes      | 11,37            | 684 (2022)                        | 60                 |
| Saint-Césaire-de-Gauzignan        | 30240      | CA Alès Agglomération | 6,84             | 390 (2022)                        | 57                 |
| Saint-Chaptes                     | 30241      | CA Nîmes Métropole    | 13,07            | 2 030 (2022)                      | 155                |
| Saint-Christol-de-Rodières        | 30242      | CA du Gard rhodanien  | 8,07             | 160 (2022)                        | 20                 |
| Saint-Denis                       | 30247      | CC Cèze-Cévennes      | 3,65             | 292 (2022)                        | 80                 |
| Saint-Dézéry                      | 30248      | CC Pays d'Uzès        | 6,01             | 459 (2022)                        | 76                 |
| Saint-Étienne-de-l'Olm            | 30250      | CA Alès Agglomération | 4,18             | 391 (2022)                        | 94                 |
| Saint-Florent-sur-Auzonnet        | 30253      | CA Alès Agglomération | 9,31             | 1 203 (2022)                      | 129                |
| Saint-Geniès-de-Malgoirès         | 30255      | CA Nîmes Métropole    | 11,54            | 3 172 (2022)                      | 275                |
| Saint-Hilaire-de-Brethmas         | 30259      | CA Alès Agglomération | 13,91            | 4 643 (2022)                      | 334                |
| Saint-Hippolyte-de-Caton          | 30261      | CA Alès Agglomération | 6,15             | 272 (2022)                        | 44                 |
| Saint-Jean-de-Ceyrargues          | 30264      | CA Alès Agglomération | 6,65             | 173 (2022)                        | 26                 |
| Saint-Jean-de-Maruéjols-et-Avéjan | 30266      | CC Cèze-Cévennes      | 17,3             | 856 (2022)                        | 49                 |
| Saint-Jean-de-Valériscle          | 30268      | CA Alès Agglomération | 8,15             | 593 (2022)                        | 73                 |
| Saint-Julien-de-Cassagnas         | 30271      | CA Alès Agglomération | 4,46             | 730 (2022)                        | 164                |
| Saint-Julien-de-Peyrolas          | 30273      | CA du Gard rhodanien  | 12,54            | 1 501 (2022)                      | 120                |
| Saint-Julien-les-Rosiers          | 30274      | CA Alès Agglomération | 14,01            | 3 492 (2022)                      | 249                |
| Saint-Just-et-Vacquières          | 30275      | CA Alès Agglomération | 23,52            | 326 (2022)                        | 14                 |
| Saint-Laurent-de-Carnols          | 30277      | CA du Gard rhodanien  | 10,15            | 535 (2022)                        | 53                 |
| Saint-Laurent-la-Vernède          | 30279      | CC Pays d'Uzès        | 11,8             | 707 (2022)                        | 60                 |
| Saint-Marcel-de-Careiret          | 30282      | CA du Gard rhodanien  | 10,17            | 873 (2022)                        | 86                 |
| Saint-Martin-de-Valgalgues        | 30284      | CA Alès Agglomération | 13,11            | 4 721 (2022)                      | 360                |
| Saint-Maurice-de-Cazevieille      | 30285      | CA Alès Agglomération | 13,15            | 761 (2022)                        | 58                 |
| Saint-Paulet-de-Caisson           | 30290      | CA du Gard rhodanien  | 16,88            | 1 894 (2022)                      | 112                |
| Saint-Privat-de-Champclos         | 30293      | CC Cèze-Cévennes      | 11,64            | 336 (2022)                        | 29                 |
| Saint-Privat-des-Vieux            | 30294      | CA Alès Agglomération | 15,8             | 5 592 (2022)                      | 354                |
| Saint-Victor-de-Malcap            | 30303      | CC Cèze-Cévennes      | 10,87            | 827 (2022)                        | 76                 |
| Sainte-Anastasie                  | 30228      | CA Nîmes Métropole    | 43,64            | 1 744 (2022)                      | 40                 |
| Salazac                           | 30304      | CA du Gard rhodanien  | 9,98             | 215 (2022)                        | 22                 |
| Salindres                         | 30305      | CA Alès Agglomération | 11,53            | 3 648 (2022)                      | 316                |
| Sauzet                            | 30313      | CA Nîmes Métropole    | 6,7              | 827 (2022)                        | 123                |
| Servas                            | 30318      | CA Alès Agglomération | 10,76            | 221 (2022)                        | 21                 |
| Seynes                            | 30320      | CA Alès Agglomération | 14,33            | 172 (2022)                        | 12                 |
| Tharaux                           | 30327      | CC Cèze-Cévennes      | 9,52             | 47 (2022)                         | 4,9                |
| Vallérargues                      | 30338      | CC Pays d'Uzès        | 12,73            | 132 (2022)                        | 10                 |
| Verfeuil                          | 30343      | CA du Gard rhodanien  | 25,97            | 594 (2022)                        | 23                 |
| Vézénobres                        | 30348      | CA Alès Agglomération | 17,07            | 1 839 (2022)                      | 108                |

- fraction de la commune d'Alès incluse dans la circonscription (anciens canton d'Alès-Nord-Est et Alès-Sud-Est) : 29 097 habitants

## Historique des députations
| Législature | Début de mandat | Fin de mandat  | Député              | Parti politique  | Observations                                                                           |
| ----------- | --------------- | -------------- | ------------------- | ---------------- | -------------------------------------------------------------------------------------- |
| IXe         | 23 juin 1988    | 1er avril 1993 | Gilbert Millet      | PCF              |                                                                                        |
| Xe          | 2 avril 1993    | 21 avril 1997  | Max Roustan         | UDF              | Mandat écourté à la suite d'une dissolution parlementaire décidée par Jacques Chirac.  |
| XIe         | 12 juin 1997    | 18 juin 2002   | Patrick Malavieille | PCF              |                                                                                        |
| XIIe        | 19 juin 2002    | 19 juin 2007   | Max Roustan         | UMP              |                                                                                        |
| XIIIe       | 20 juin 2007    | 19 juin 2012   | Max Roustan         | UMP              |                                                                                        |
| XIVe        | 20 juin 2012    | 20 juin 2017   | Fabrice Verdier     | PS               |                                                                                        |
| XVe         | 21 juin 2017    | 21 juin 2022   | Annie Chapelier     | LREM Agir (2020) |                                                                                        |
| XVIe        | 22 juin 2022    | 9 juin 2024    | Pierre Meurin       | RN               | Mandat écourté à la suite d'une dissolution parlementaire décidée par Emmanuel Macron. |

## Historique des élections

### Élections de 1958
| Candidat       | Candidat         | Parti          | Premier tour | Premier tour | Second tour | Second tour |  |
| Candidat       | Candidat         | Parti          | Voix         | %            | Voix        | %           |  |
| -------------- | ---------------- | -------------- | ------------ | ------------ | ----------- | ----------- |  |
|                | Paul Béchard élu | SFIO           | 10 777       | 31,72        | 18 611      | 53,78       |  |
|                | Georges Étienne  | UNR            | 10 239       | 30,13        | 15 994      | 46,22       |  |
|                | Marcel Ferrier   | PCF            | 9 143        | 26,91        | Retrait     | Retrait     |  |
|                | Aimé Viala       | CR             | 3 819        | 11,24        | Retrait     | Retrait     |  |
|                |                  |                |              |              |             |             |  |
| Inscrits       | Inscrits         | Inscrits       | 47 419       | 100,00       | 47 391      | 100,00      |  |
| Abstentions    | Abstentions      | Abstentions    | 12 582       | 26,53        | 11 660      | 24,6        |  |
| Votants        | Votants          | Votants        | 34 837       | 73,47        | 35 731      | 75,4        |  |
| Blancs et nuls | Blancs et nuls   | Blancs et nuls | 859          | 2,47         | 1 126       | 3,15        |  |
| Exprimés       | Exprimés         | Exprimés       | 33 978       | 97,53        | 34 605      | 96,85       |  |

Le suppléant de Paul Béchard était Robert Bompard, directeur d'école, ancien résistant, conseiller général PSU du canton de Lasalle, maire de Colognac.

### Élections de 1962
| Candidat       | Candidat                   | Parti          | Premier tour | Premier tour | Second tour | Second tour |  |
| Candidat       | Candidat                   | Parti          | Voix         | %            | Voix        | %           |  |
| -------------- | -------------------------- | -------------- | ------------ | ------------ | ----------- | ----------- |  |
|                | Paul Béchard sortant réélu | SFIO           | 10 983       | 34,91        | 20 196      | 63,03       |  |
|                | Marcel Ferrier             | PCF            | 10 021       | 31,85        | Retrait     | Retrait     |  |
|                | Robert Clop                | UNR-UDT        | 9 572        | 30,42        | 11 846      | 36,97       |  |
|                | Jacques Triaire            | UFF            | 886          | 2,82         |             |             |  |
|                |                            |                |              |              |             |             |  |
| Inscrits       | Inscrits                   | Inscrits       | 47 685       | 100,00       | 47 672      | 100,00      |  |
| Abstentions    | Abstentions                | Abstentions    | 15 180       | 31,83        | 14 162      | 29,71       |  |
| Votants        | Votants                    | Votants        | 32 505       | 68,17        | 33 510      | 70,29       |  |
| Blancs et nuls | Blancs et nuls             | Blancs et nuls | 1 043        | 3,21         | 1 468       | 4,38        |  |
| Exprimés       | Exprimés                   | Exprimés       | 31 462       | 96,79        | 32 042      | 95,62       |  |

Le suppléant de Paul Béchard était Désiré Rousset, directeur de collège technique, conseiller général du canton de Quissac.

### Élections de 1967
| Candidat       | Candidat             | Parti          | Premier tour | Premier tour | Second tour | Second tour |  |
| Candidat       | Candidat             | Parti          | Voix         | %            | Voix        | %           |  |
| -------------- | -------------------- | -------------- | ------------ | ------------ | ----------- | ----------- |  |
|                | Gilbert Millet élu   | PCF            | 14 241       | 39,49        | 22 356      | 61,15       |  |
|                | Paul Béchard sortant | FGDS (SFIO)    | 11 850       | 32,86        | 132         | 0,36        |  |
|                | André J. Villeneuve  | UD-Ve          | 8 769        | 24,32        | 14 071      | 38,49       |  |
|                | Maurice Desch        | Soc.ind.       | 1 204        | 3,34         |             |             |  |
|                |                      |                |              |              |             |             |  |
| Inscrits       | Inscrits             | Inscrits       | 47 560       | 100,00       | 47 556      | 100,00      |  |
| Abstentions    | Abstentions          | Abstentions    | 10 147       | 21,34        | 8 859       | 18,63       |  |
| Votants        | Votants              | Votants        | 37 413       | 78,66        | 38 697      | 81,37       |  |
| Blancs et nuls | Blancs et nuls       | Blancs et nuls | 1 349        | 3,61         | 2 138       | 5,52        |  |
| Exprimés       | Exprimés             | Exprimés       | 36 064       | 96,39        | 36 559      | 94,48       |  |

Le suppléant de Gilbert Millet était Henri Valy, employé à Alès, conseiller général du canton d'Alès-Ouest.

### Élections de 1968
| Candidat       | Candidat               | Parti          | Premier tour | Premier tour | Second tour | Second tour |  |
| Candidat       | Candidat               | Parti          | Voix         | %            | Voix        | %           |  |
| -------------- | ---------------------- | -------------- | ------------ | ------------ | ----------- | ----------- |  |
|                | Gilbert Millet sortant | PCF            | 13 287       | 35,49        | 18 708      | 49,98       |  |
|                | Pierre Jalu élu        | UDR (URP)      | 12 784       | 34,15        | 18 723      | 50,02       |  |
|                | Désiré Rousset         | FGDS (SFIO)    | 7 163        | 19,14        | Retrait     | Retrait     |  |
|                | Michel Delaly          | CD (PDM)       | 2 815        | 7,52         |             |             |  |
|                | Rémy Blanc             | PSU            | 1 385        | 3,7          |             |             |  |
|                |                        |                |              |              |             |             |  |
| Inscrits       | Inscrits               | Inscrits       | 47 557       | 100,00       | 47 555      | 100,00      |  |
| Abstentions    | Abstentions            | Abstentions    | 9 429        | 19,83        | 8 565       | 18,01       |  |
| Votants        | Votants                | Votants        | 38 128       | 80,17        | 38 990      | 81,99       |  |
| Blancs et nuls | Blancs et nuls         | Blancs et nuls | 694          | 1,82         | 1 559       | 4           |  |
| Exprimés       | Exprimés               | Exprimés       | 37 434       | 98,18        | 37 431      | 96          |  |

Le suppléant de Pierre Jalu était Pierre Cambon.

### Élections de 1973
| Candidat       | Candidat            | Parti          | Premier tour | Premier tour | Second tour | Second tour |  |
| Candidat       | Candidat            | Parti          | Voix         | %            | Voix        | %           |  |
| -------------- | ------------------- | -------------- | ------------ | ------------ | ----------- | ----------- |  |
|                | Gilbert Millet élu  | PCF            | 15 073       | 38,09        | 22 016      | 55,03       |  |
|                | Pierre Jalu sortant | UDR (URP)      | 11 868       | 29,99        | 17 990      | 44,97       |  |
|                | Robert Verdier      | PS (UGSD)      | 7 905        | 19,98        | Retrait     | Retrait     |  |
|                | Roger Friedmann     | Rad (MR)       | 2 234        | 5,65         |             |             |  |
|                | René Bresson        | Divers droite  | 1 878        | 4,75         |             |             |  |
|                | Guy Kozak           | LO             | 612          | 1,55         |             |             |  |
|                |                     |                |              |              |             |             |  |
| Inscrits       | Inscrits            | Inscrits       | 49 924       | 100,00       | 49 920      | 100,00      |  |
| Abstentions    | Abstentions         | Abstentions    | 9 502        | 19,03        | 8 064       | 16,15       |  |
| Votants        | Votants             | Votants        | 40 422       | 80,97        | 41 856      | 83,85       |  |
| Blancs et nuls | Blancs et nuls      | Blancs et nuls | 852          | 2,11         | 1 850       | 4,42        |  |
| Exprimés       | Exprimés            | Exprimés       | 39 570       | 97,89        | 40 006      | 95,58       |  |

Le suppléant de Gilbert Millet était Henri Valy.

### Élections de 1978
| Candidat       | Candidat                     | Parti          | Premier tour | Premier tour | Second tour | Second tour |  |
| Candidat       | Candidat                     | Parti          | Voix         | %            | Voix        | %           |  |
| -------------- | ---------------------------- | -------------- | ------------ | ------------ | ----------- | ----------- |  |
|                | Gilbert Millet sortant réélu | PCF            | 17 001       | 37,45        | 25 985      | 56,87       |  |
|                | Alain Journet                | PS             | 10 427       | 22,97        | Retrait     | Retrait     |  |
|                | André Thibaud                | RPR            | 8 824        | 19,44        | 19 709      | 43,13       |  |
|                | Roger Friedmann              | UDF (Rad)      | 4 621        | 10,18        |             |             |  |
|                | Gérard Furnon                | Extrême droite | 3 480        | 7,66         |             |             |  |
|                | Guy Kozak                    | LO             | 694          | 1,53         |             |             |  |
|                | Michel Calvo                 | LCR            | 355          | 0,78         |             |             |  |
|                |                              |                |              |              |             |             |  |
| Inscrits       | Inscrits                     | Inscrits       | 56 006       | 100,00       | 56 018      | 100,00      |  |
| Abstentions    | Abstentions                  | Abstentions    | 9 412        | 16,81        | 8 263       | 14,75       |  |
| Votants        | Votants                      | Votants        | 46 594       | 83,19        | 47 755      | 85,25       |  |
| Blancs et nuls | Blancs et nuls               | Blancs et nuls | 1 192        | 2,56         | 2 061       | 4,32        |  |
| Exprimés       | Exprimés                     | Exprimés       | 45 402       | 97,44        | 45 694      | 95,68       |  |

Le suppléant de Gilbert Millet était Fernand Balez, agent EDF, maire de Saint-Christol-lès-Alès, conseiller général du canton d'Alès-Ouest.

### Élections de 1981
| Candidat         | Candidat               | Parti          | Premier tour | Premier tour | Second tour | Second tour |  |
| Candidat         | Candidat               | Parti          | Voix         | %            | Voix        | %           |  |
| ---------------- | ---------------------- | -------------- | ------------ | ------------ | ----------- | ----------- |  |
|                  | Alain Journet élu      | PS             | 14 620       | 35,55        | 27 491      | 65,52       |  |
|                  | Gilbert Millet sortant | PCF            | 14 290       | 34,75        | Retrait     | Retrait     |  |
|                  | Robert Ruas            | UDF (PR)       | 12 216       | 29,70        | 14 466      | 34,48       |  |
|                  |                        |                |              |              |             |             |  |
| Inscrits         | Inscrits               | Inscrits       | 57 483       | 100,00       | 57 477      | 100,00      |  |
| Abstentions      | Abstentions            | Abstentions    | 15 727       | 27,36        | 14 096      | 24,52       |  |
| Votants          | Votants                | Votants        | 41 756       | 72,64        | 43 381      | 75,48       |  |
| Blancs et nuls   | Blancs et nuls         | Blancs et nuls | 630          | 1,51         | 1 424       | 3,28        |  |
| Exprimés         | Exprimés               | Exprimés       | 41 126       | 98,49        | 41 957      | 96,72       |  |
| Source : CEVIPOF |                        |                |              |              |             |             |  |

Le suppléant d'Alain Journet était Jean Carrière, écrivain.

### Élections de 1988
| Candidat       | Candidat           | Parti             | Premier tour | Premier tour | Second tour | Second tour |  |
| Candidat       | Candidat           | Parti             | Voix         | %            | Voix        | %           |  |
| -------------- | ------------------ | ----------------- | ------------ | ------------ | ----------- | ----------- |  |
|                | Gilbert Millet élu | PCF               | 14 237       | 27,8         | 30 039      | 55,46       |  |
|                | André Rouvière     | PS                | 13 705       | 26,76        | Retrait     | Retrait     |  |
|                | Max Romanet        | RPR (URC)         | 13 372       | 26,11        | 24 122      | 44,54       |  |
|                | Georges Pons       | FN                | 6 726        | 13,13        |             |             |  |
|                | Yves Chaumard      | Divers écologiste | 1 697        | 3,31         |             |             |  |
|                | Françoise Turc     | Extrême gauche    | 1 472        | 2,87         |             |             |  |
|                |                    |                   |              |              |             |             |  |
| Inscrits       | Inscrits           | Inscrits          | 78 569       | 100,00       | 78 552      | 100,00      |  |
| Abstentions    | Abstentions        | Abstentions       | 26 055       | 33,16        | 20 854      | 26,55       |  |
| Votants        | Votants            | Votants           | 52 514       | 66,84        | 57 698      | 73,45       |  |
| Blancs et nuls | Blancs et nuls     | Blancs et nuls    | 1 305        | 2,49         | 3 537       | 6,13        |  |
| Exprimés       | Exprimés           | Exprimés          | 51 209       | 97,51        | 54 161      | 93,87       |  |

Le suppléant de Gilbert Millet était Patrick Malavieille, formateur, conseiller général du canton de La Grand-Combe.

### Élections de 1993
| Candidat       | Candidat               | Parti                      | Premier tour | Premier tour | Second tour | Second tour |  |
| Candidat       | Candidat               | Parti                      | Voix         | %            | Voix        | %           |  |
| -------------- | ---------------------- | -------------------------- | ------------ | ------------ | ----------- | ----------- |  |
|                | Gilbert Millet sortant | PCF                        | 12 335       | 24,3         | 25 047      | 47,47       |  |
|                | Max Roustan élu        | app. UDF                   | 10 508       | 20,7         | 27 716      | 52,53       |  |
|                | Jean-Michel Vergnes    | FN                         | 8 251        | 16,25        |             |             |  |
|                | Gérard Baroni          | PS (ADFP)                  | 4 682        | 9,22         |             |             |  |
|                | Alain Fabre-Pujol      | Divers gauche (Maj. prés.) | 4 312        | 8,49         |             |             |  |
|                | Max Romanet            | RPR                        | 3 499        | 6,89         |             |             |  |
|                | Thierry Tournaire      | Les Verts (EÉ)             | 3 365        | 6,63         |             |             |  |
|                | François Gilles        | CNI                        | 1 843        | 3,63         |             |             |  |
|                | Michèle Villanueva     | LO                         | 758          | 1,49         |             |             |  |
|                | Anne-Marie Lombart     | UÉD                        | 570          | 1,12         |             |             |  |
|                | Dominique Herman       | LCR                        | 428          | 0,84         |             |             |  |
|                | Francis Somarriba      | PLN                        | 210          | 0,41         |             |             |  |
|                |                        |                            |              |              |             |             |  |
| Inscrits       | Inscrits               | Inscrits                   | 77 167       | 100,00       | 77 571      | 100,00      |  |
| Abstentions    | Abstentions            | Abstentions                | 22 823       | 29,58        | 20 122      | 25,94       |  |
| Votants        | Votants                | Votants                    | 54 344       | 70,42        | 57 449      | 74,06       |  |
| Blancs et nuls | Blancs et nuls         | Blancs et nuls             | 3 583        | 6,59         | 4 686       | 8,16        |  |
| Exprimés       | Exprimés               | Exprimés                   | 50 761       | 93,41        | 52 763      | 91,84       |  |

Le suppléant de Max Roustan était Claude Vian, médecin généraliste à Remoulins.

### Élections de 1997
| Candidat       | Candidat                | Parti          | Premier tour | Premier tour | Second tour | Second tour |  |
| Candidat       | Candidat                | Parti          | Voix         | %            | Voix        | %           |  |
| -------------- | ----------------------- | -------------- | ------------ | ------------ | ----------- | ----------- |  |
|                | Patrick Malavieille élu | PCF            | 14 334       | 27,45        | 31 302      | 57,69       |  |
|                | Max Roustan sortant     | UDF (PR)       | 12 289       | 23,53        | 22 954      | 42,31       |  |
|                | Suzanne Coulet          | PS             | 9 785        | 18,74        | Retrait     | Retrait     |  |
|                | André Roudil            | FN             | 9 443        | 18,08        |             |             |  |
|                | Jocelyn Morales         | LDI (MPF)      | 1 597        | 3,06         |             |             |  |
|                | Pierre Alais            | Les Verts      | 1 343        | 2,57         |             |             |  |
|                | Michèle Villaneuva      | LO             | 1 281        | 2,45         |             |             |  |
|                | Christian Paoli         | GÉ             | 706          | 1,35         |             |             |  |
|                | Claude Meynadier        | LT-LNÉ         | 626          | 1,2          |             |             |  |
|                | Alain Rivron            | PT             | 370          | 0,71         |             |             |  |
|                | Martial Delannoy        | Divers gauche  | 320          | 0,61         |             |             |  |
|                | Pierre Villard          | Divers         | 133          | 0,25         |             |             |  |
|                |                         |                |              |              |             |             |  |
| Inscrits       | Inscrits                | Inscrits       | 77 179       | 100,00       | 77 150      | 100,00      |  |
| Abstentions    | Abstentions             | Abstentions    | 22 346       | 28,95        | 18 551      | 24,05       |  |
| Votants        | Votants                 | Votants        | 54 833       | 71,05        | 58 599      | 75,95       |  |
| Blancs et nuls | Blancs et nuls          | Blancs et nuls | 2 606        | 4,75         | 4 343       | 7,41        |  |
| Exprimés       | Exprimés                | Exprimés       | 52 227       | 95,25        | 54 256      | 92,59       |  |

Le suppléant de Patrick Malavieille était Daniel Verdelhan, enseignant, maire de Salindres, conseiller général du canton d'Alès-Sud-Est.

### Élections de 2002
| Candidat       | Candidat                    | Parti             | Premier tour | Premier tour | Second tour | Second tour |  |
| Candidat       | Candidat                    | Parti             | Voix         | %            | Voix        | %           |  |
| -------------- | --------------------------- | ----------------- | ------------ | ------------ | ----------- | ----------- |  |
|                | Max Roustan élu             | UMP               | 17 876       | 34,39        | 25 625      | 52,19       |  |
|                | Patrick Malavieille sortant | PCF               | 11 738       | 22,39        | 23 475      | 47,81       |  |
|                | Jean-Louis Bastid           | FN                | 7 514        | 14,45        |             |             |  |
|                | Chantal Vinot               | PS                | 7 302        | 14,05        |             |             |  |
|                | Pierre Aubert               | CPNT              | 1 111        | 2,14         |             |             |  |
|                | André Roudil                | MNR               | 986          | 1,9          |             |             |  |
|                | Armand Estève               | Extrême droite    | 646          | 1,24         |             |             |  |
|                | Francis Pantel              | LCR               | 603          | 1,16         |             |             |  |
|                | Daniel Lauriol              | Divers droite     | 578          | 1,11         |             |             |  |
|                | Jean-Pierre Barrière        | Pôle républicain  | 536          | 1,03         |             |             |  |
|                | Sabine Robert-Noyon         | Les Verts         | 512          | 0,98         |             |             |  |
|                | Jean-Louis Estève           | LO                | 511          | 0,98         |             |             |  |
|                | Paula Lois                  | Divers            | 461          | 0,89         |             |             |  |
|                | Brigitte Ritter             | LT-LNÉ            | 375          | 0,72         |             |             |  |
|                | Aziz Ayad                   | Divers            | 302          | 0,58         |             |             |  |
|                | Christian Stryhanin         | MPF               | 246          | 0,47         |             |             |  |
|                | Jean-Louis Fiole            | Extrême gauche    | 228          | 0,44         |             |             |  |
|                | Fabien Bickel               | Divers écologiste | 153          | 0,29         |             |             |  |
|                | Philippe Mangano            | PT                | 127          | 0,24         |             |             |  |
|                | Sylvain Dworczak            | Divers écologiste | 127          | 0,24         |             |             |  |
|                | Autres candidats            | Divers            | 162          | 0,29         |             |             |  |
|                |                             |                   |              |              |             |             |  |
| Inscrits       | Inscrits                    | Inscrits          | 79 795       | 100,00       | 79 749      | 100,00      |  |
| Abstentions    | Abstentions                 | Abstentions       | 26 479       | 33,18        | 27 941      | 35,04       |  |
| Votants        | Votants                     | Votants           | 53 316       | 66,82        | 51 808      | 64,96       |  |
| Blancs et nuls | Blancs et nuls              | Blancs et nuls    | 1 332        | 2,5          | 2 708       | 5,23        |  |
| Exprimés       | Exprimés                    | Exprimés          | 51 984       | 97,5         | 49 100      | 94,77       |  |

Le suppléant de Max Roustan était Bertrand Drouot, maire de Saint-Chaptes.

### Élections de 2007
| Candidat       | Candidat                  | Parti          | Premier tour | Premier tour | Second tour | Second tour |  |
| Candidat       | Candidat                  | Parti          | Voix         | %            | Voix        | %           |  |
| -------------- | ------------------------- | -------------- | ------------ | ------------ | ----------- | ----------- |  |
|                | Max Roustan sortant réélu | UMP            | 23 829       | 44,62        | 28 106      | 53,15       |  |
|                | Patrick Malavieille       | PCF            | 11 570       | 21,66        | 24 778      | 46,85       |  |
|                | Chantal Vinot             | PS             | 7 057        | 13,21        |             |             |  |
|                | Prisca Vicat              | FN             | 2 753        | 5,15         |             |             |  |
|                | Jean-Louis Haon           | UDF–MoDem      | 2 359        | 4,42         |             |             |  |
|                | Daniel Angot              | LCR            | 1 425        | 2,67         |             |             |  |
|                | Béatrice Bernard-Chamson  | Les Verts      | 1 028        | 1,92         |             |             |  |
|                | Lucile Ravel              | CPNT           | 732          | 1,37         |             |             |  |
|                | Paula Lois                | MHAN           | 725          | 1,36         |             |             |  |
|                | Marie-France Roche        | LO             | 405          | 0,76         |             |             |  |
|                | Vincent Rivet-Martel      | Divers         | 344          | 0,64         |             |             |  |
|                | Christine Pégout-Maret    | MPF            | 342          | 0,64         |             |             |  |
|                | Jean-Marie Gérard         | MNR            | 291          | 0,54         |             |             |  |
|                | Élie Bot                  | PT             | 272          | 0,51         |             |             |  |
|                | Nathalie Viellefon        | Régionaliste   | 141          | 0,26         |             |             |  |
|                | Khadidja Naga             | Divers         | 132          | 0,25         |             |             |  |
|                |                           |                |              |              |             |             |  |
| Inscrits       | Inscrits                  | Inscrits       | 85 477       | 100,00       | 85 468      | 100,00      |  |
| Abstentions    | Abstentions               | Abstentions    | 31 187       | 36,49        | 30 593      | 35,79       |  |
| Votants        | Votants                   | Votants        | 54 290       | 63,51        | 54 875      | 64,21       |  |
| Blancs et nuls | Blancs et nuls            | Blancs et nuls | 885          | 1,63         | 1 991       | 3,63        |  |
| Exprimés       | Exprimés                  | Exprimés       | 53 405       | 98,37        | 52 884      | 96,37       |  |

Le suppléant de Max Roustan était Bertrand Drouot, maire de Saint-Chaptes.

### Élections de 2012
| Candidat       | Candidat             | Parti          | Premier tour | Premier tour | Second tour | Second tour |  |
| Candidat       | Candidat             | Parti          | Voix         | %            | Voix        | %           |  |
| -------------- | -------------------- | -------------- | ------------ | ------------ | ----------- | ----------- |  |
|                | Max Roustan sortant  | UMP            | 17 048       | 31,19        | 25 079      | 47,90       |  |
|                | Fabrice Verdier élu  | PS             | 16 130       | 29,51        | 27 274      | 52,10       |  |
|                | Hélène Zouroudis     | RBM (FN)       | 10 689       | 19,55        |             |             |  |
|                | Édouard Chaulet      | FG (PCF)       | 8 350        | 15,28        |             |             |  |
|                | Odile Veillerette    | EÉLV           | 641          | 1,17         |             |             |  |
|                | Isabelle Brion       | LT-LNÉ         | 544          | 1,00         |             |             |  |
|                | Denise Ponge         | PDF            | 473          | 0,87         |             |             |  |
|                | Murielle Lordelot    | DLR            | 259          | 0,47         |             |             |  |
|                | Sophie Pasqualini    | NPA            | 169          | 0,31         |             |             |  |
|                | Patrice Ciuti        | LO             | 167          | 0,31         |             |             |  |
|                | Vincent Rivet Martel | AÉI            | 100          | 0,18         |             |             |  |
|                | Pascal Imbert        | LdM            | 94           | 0,17         |             |             |  |
|                |                      |                |              |              |             |             |  |
| Inscrits       | Inscrits             | Inscrits       | 87 721       | 100,00       | 87 722      | 100,00      |  |
| Abstentions    | Abstentions          | Abstentions    | 32 325       | 36,85        | 33 428      | 38,11       |  |
| Votants        | Votants              | Votants        | 55 396       | 63,15        | 54 294      | 61,89       |  |
| Blancs et nuls | Blancs et nuls       | Blancs et nuls | 732          | 1,32         | 1 941       | 3,57        |  |
| Exprimés       | Exprimés             | Exprimés       | 54 664       | 98,68        | 52 353      | 96,43       |  |

La suppléante de Fabrice Verdier était Nathalie Bouvet, d'Alès, comptable départementale du PS.

### Élections de 2017
|                                                                       |                                                                                  |                           |                           |                          |                          |
|                                                                       |                                                                                  | Premier tour 11 juin 2017 | Premier tour 11 juin 2017 | Second tour 18 juin 2017 | Second tour 18 juin 2017 |
|                                                                       |                                                                                  |                           |                           |                          |                          |
|                                                                       |                                                                                  | Nombre                    | % des inscrits            | Nombre                   | % des inscrits           |
| Inscrits                                                              | Inscrits                                                                         | 91 109                    | 100,00                    | 91 103                   | 100,00                   |
| Abstentions                                                           | Abstentions                                                                      | 46 257                    | 50,77                     | 51 873                   | 56,94                    |
| Votants                                                               | Votants                                                                          | 44 852                    | 49,23                     | 39 230                   | 43,06                    |
|                                                                       |                                                                                  |                           | % des votants             |                          | % des votants            |
| Bulletins blancs                                                      | Bulletins blancs                                                                 | 842                       | 1,88                      | 3 540                    | 9,02                     |
| Bulletins nuls                                                        | Bulletins nuls                                                                   | 331                       | 0,74                      | 1 288                    | 3,28                     |
| Suffrages exprimés                                                    | Suffrages exprimés                                                               | 43 679                    | 97,38                     | 34 402                   | 87,69                    |
|                                                                       |                                                                                  |                           |                           |                          |                          |
| Candidat Étiquette politique (partis et alliances)                    | Candidat Étiquette politique (partis et alliances)                               | Voix                      | % des exprimés            | Voix                     | % des exprimés           |
|                                                                       |                                                                                  |                           |                           |                          |                          |
|                                                                       | Annie Chapelier La République en marche !                                        | 10 661                    | 24,41                     | 20 027                   | 58,21                    |
|                                                                       | Brigitte Roullaud Front national                                                 | 9 364                     | 21,44                     | 14 375                   | 41,79                    |
|                                                                       | Fabrice Verdier (député sortant) Parti socialiste                                | 7 211                     | 16,51                     |                          |                          |
|                                                                       | Lucie Rousselou La France insoumise                                              | 5 427                     | 12,42                     |                          |                          |
|                                                                       | Valérie Meunier Les Républicains (Union des démocrates et indépendants)          | 4 991                     | 11,43                     |                          |                          |
|                                                                       | Claude Cerpedes Parti communiste français                                        | 3 007                     | 6,88                      |                          |                          |
|                                                                       | Dirk Offringa Europe Écologie Les Verts                                          | 667                       | 1,53                      |                          |                          |
|                                                                       | Rose-Marie Cohen Écologiste (Confédération pour l'homme, l'animal et la planète) | 605                       | 1,39                      |                          |                          |
|                                                                       | Marie-Noëlle Bidin Divers (Union populaire républicaine)                         | 341                       | 0,78                      |                          |                          |
|                                                                       | Patrice Ciuti Lutte ouvrière                                                     | 323                       | 0,74                      |                          |                          |
|                                                                       | Christophe Gache Divers gauche (Mouvement républicain et citoyen)                | 298                       | 0,68                      |                          |                          |
|                                                                       | Thierry Tournaire Écologiste (Parti animaliste)                                  | 276                       | 0,63                      |                          |                          |
|                                                                       | Rachid Nekaa Divers droite                                                       | 180                       | 0,41                      |                          |                          |
|                                                                       | Sylvie Barbe Écologiste (Parti pour la décroissance)                             | 164                       | 0,38                      |                          |                          |
|                                                                       | Didier Bonneaud Écologiste (Mouvement 100 %)                                     | 164                       | 0,38                      |                          |                          |
| Source : Ministère de l'Intérieur - Quatrième circonscription du Gard |                                                                                  |                           |                           |                          |                          |

Le suppléant d'Annie Chapelier était Gérard Unternaehrer, directeur de recherches de l'Ecole des Mines d'Alès, de Vézénobres.

### Élections de 2022
| Résultats des élections législatives des 12 et 19 juin 2022 de la 4e circonscription du Gard |                                                                             |                           |                           |                          |                          |
|                                                                                              |                                                                             | Premier tour 12 juin 2022 | Premier tour 12 juin 2022 | Second tour 19 juin 2022 | Second tour 19 juin 2022 |
|                                                                                              |                                                                             |                           |                           |                          |                          |
|                                                                                              |                                                                             | Nombre                    | % des inscrits            | Nombre                   | % des inscrits           |
| Inscrits                                                                                     | Inscrits                                                                    | 94 361                    | 100                       | 94 343                   | 100                      |
| Abstentions                                                                                  | Abstentions                                                                 | 48 739                    | 51,65                     | 48 554                   | 51,47                    |
| Votants                                                                                      | Votants                                                                     | 45 622                    | 48,35                     | 45 789                   | 48,53                    |
|                                                                                              |                                                                             |                           | % des votants             |                          | % des votants            |
| Bulletins blancs                                                                             | Bulletins blancs                                                            | 699                       | 1,53                      | 3 625                    | 7,92                     |
| Bulletins nuls                                                                               | Bulletins nuls                                                              | 259                       | 0,57                      | 1 260                    | 2,75                     |
| Suffrages exprimés                                                                           | Suffrages exprimés                                                          | 44 664                    | 97,90                     | 40 904                   | 89,33                    |
|                                                                                              |                                                                             |                           |                           |                          |                          |
| Candidat Étiquette politique (partis et alliances)                                           | Candidat Étiquette politique (partis et alliances)                          | Voix                      | % des exprimés            | Voix                     | % des exprimés           |
|                                                                                              |                                                                             |                           |                           |                          |                          |
|                                                                                              | Pierre Meurin Rassemblement national                                        | 13 648                    | 30,56                     | 22 155                   | 54,16                    |
|                                                                                              | Arnaud Bord Nouvelle Union populaire écologique et sociale Parti socialiste | 11 870                    | 26,58                     | 18 749                   | 45,84                    |
|                                                                                              | Philippe Ribot Ensemble                                                     | 9 637                     | 21,58                     |                          |                          |
|                                                                                              | Aurélie Wagner Reconquête                                                   | 2 046                     | 4,58                      |                          |                          |
|                                                                                              | Jean-Pierre de Faria Divers droite                                          | 1 631                     | 3,65                      |                          |                          |
|                                                                                              | Valérie Martre Union des démocrates et indépendants                         | 1 400                     | 3,13                      |                          |                          |
|                                                                                              | Nadine Schuster Mouvement des écologistes libres                            | 1 043                     | 2,34                      |                          |                          |
|                                                                                              | Dominique Richard-Passieu Résistons                                         | 864                       | 1,93                      |                          |                          |
|                                                                                              | Jérôme Garcia Lutte ouvrière                                                | 691                       | 1,55                      |                          |                          |
|                                                                                              | Denis Biais Droite souverainiste                                            | 669                       | 1,50                      |                          |                          |
|                                                                                              | Gaël Girard Divers droite                                                   | 615                       | 1,38                      |                          |                          |
|                                                                                              | Stéphanie Bienkowski Parti animaliste                                       | 468                       | 1,05                      |                          |                          |
|                                                                                              | Stéphane Napoli Concertation citoyenne                                      | 82                        | 0,18                      |                          |                          |

La suppléante de Pierre Meurin était Brigitte Roullaud.

### Élections de 2024
| Candidat                 | Candidat                 | Parti et coalition       | Nuance                   | Premier tour | Premier tour | Second tour | Second tour |
| Candidat                 | Candidat                 | Parti et coalition       | Nuance                   | Voix         | %            | Voix        | %           |
| ------------------------ | ------------------------ | ------------------------ | ------------------------ | ------------ | ------------ | ----------- | ----------- |
|                          | Pierre Meurin réélu      | RN                       | RN                       | 31 366       | 48,69        | 35 144      | 57,64       |
|                          | Arnaud Bord              | PS (NFP)                 | UG                       | 17 639       | 27,38        | 25 832      | 42,36       |
|                          | Nadia El Okki            | RE (ENS)                 | ENS                      | 10 538       | 16,36        |             |             |
|                          | Pierre Martin            | LR                       | LR                       | 3 930        | 6,10         |             |             |
|                          | Jérôme Garcia            | LO                       | EXG                      | 948          | 1,47         |             |             |
|                          |                          |                          |                          |              |              |             |             |
| Suffrages exprimés       | Suffrages exprimés       | Suffrages exprimés       | Suffrages exprimés       | 64 421       | 97,30        | 60 976      | 92,18       |
| Votes blancs             | Votes blancs             | Votes blancs             | Votes blancs             | 1 231        | 1,86         | 3 835       | 5,80        |
| Votes nuls               | Votes nuls               | Votes nuls               | Votes nuls               | 554          | 0,84         | 1 340       | 2,03        |
| Total                    | Total                    | Total                    | Total                    | 66 206       | 100          | 66 151      | 100         |
| Abstention               | Abstention               | Abstention               | Abstention               | 28 841       | 30,34        | 28 894      | 30,40       |
| Inscrits / participation | Inscrits / participation | Inscrits / participation | Inscrits / participation | 95 047       | 69,66        | 95 045      | 69,60       |

La suppléante de Pierre Meurin est Aurélie Delwarte.

#### Département du Gard
- La fiche de l'INSEE de cette circonscription : « Tableaux et Analyses de la quatrième circonscription du Gard », sur insee.fr, site de l'Institut national de la statistique et des études économiques (consulté le 10 juin 2007) [PDF]

- « Tous les députés du département du Gard depuis 1789 » [archive du 28 septembre 2007], sur assemblee-nationale.fr, site de l'Assemblée nationale française (consulté le 10 juin 2007)

- « Informations contentieuses sur le département du Gard (Élections législatives de 2002) »(Archive.org • Wikiwix • Archive.is • Google • Que faire ?), sur conseil-constitutionnel.fr, site du Conseil constitutionnel (consulté le 13 juin 2007)